# Periclimenes colemani
Espèce
Periclimenes colemani est une espèce de crevettes de la famille des Palaemonidae. C'est un symbiote d'Échinodermes.

## Description
L'holotype de Periclimenes colemani, un mâle, mesure environ 18 mm, et l'allotype femelle, 19 mm. Cette crevette vit presque exclusivement sur le corps de certaines espèces d'oursins en symbiote commensal.
Sa couleur est généralement mimétique de celle de son hôte, avec un fond blanc ou parfois translucides, notamment les pattes et les pinces, et le plus souvent des points ou des lignes noires.

### Commensalisme avec les échinodermes
Ces crevettes sont presque toujours associées à des oursins, principalement les oursins venimeux du genre Asthenosoma (« oursins de feu »), notamment Asthenosoma varium. Elles se nourrissent de particules de nourriture accrochés sur les piquants de l'oursin.

## Répartition
On trouve cette crevette dans tous le bassin indo-pacifique (y compris en mer Rouge), dans les écosystèmes tropicaux et notamment les récifs de corail. Elle se rencontre principalement entre 1 et 30 m de profondeur, mais sa mobilité dépend largement de celle de son hôte, auquel elle est inféodée.[réf. nécessaire]

## Systématique
Le nom valide complet (avec auteur) de ce taxon est Periclimenes colemani Bruce (d), 1975.

### Étymologie
Son nom spécifique, colemani, lui a été donné en l'honneur de Neville Coleman (d) (1938-2012), naturaliste et photographe australien qui a fourni les premiers spécimens examinés.

### Publication originale
- (en) A. J. Bruce, « Periclimenes colemani sp. nov., a new shrimp associate of a rare sea urchin from Heron Island, Queensland (Decapoda Natantia, Pontoniinae) », Records of the Australian Museum, Sydney, Australian Museum et Shane F. McEvey (d), vol. 29, no 18,‎ 1975, p. 486-501 (ISSN 0067-1975 et 2201-4349, OCLC 1385608, DOI 10.3853/J.0067-1975.29.1975.213, lire en ligne).